# 黄金路
《黃金路 》(英文: The Golden Path) 是一套由新加坡新傳媒電視製播的30集時裝劇。本劇由1982年談起，跨過25年，是新傳媒製播戲劇25年的紀念劇。

## 劇內出現過的戲集
黃金路是紀念新傳媒25年的戲劇製作。所以，劇內也出現過其他經典的新加坡華語劇的場面。

### 80年代出現
- 實里達大劫案 (新加坡首套自製電視戲劇)
- 獅城勇探

### 80/90年代過渡時出現
- 紅頭巾
- 牛車水人家
- 三面夏娃

### 90年代出現
- 緣盡今生
- 金枕頭

### 其他時候出現
- 小飛魚
- 浮沉
- 出人頭地
- 舞榭歌台
- 出路
- 荷蘭村
- 双天至尊3

## 劇內角色

### 黃家

#### 第一代人物
- 笑姑（陳莉萍飾）：戲內的主角。第一位丈夫早年離世。後來嫁給正在逃亡的匪徒阿金。阿金在他們拜堂結婚日被警察圍捕後自殺。笑姑被逼獨養大三個子女。她和她第一任丈夫開的「幸福飯店」，經過多年經營後，由一間街邊小販，成為一間有名的餐廳。她為人樂天，在經歷過這麼多的家庭危機和失敗後，也從不低頭。
- 阿順：笑姑的丈夫。在戲劇開始以前因病離世。他與牛車水黑幫成員有關係。

#### 第二代人物
- 黃凱達（周初明飾，年幼版由陳勇銘飾）：笑姑的長子。他一向成績優異，用功讀書。其後在大學唸醫科。當他事業愛情都得意的時候，凱達發現了他弟弟黃凱杰是導致他繼妹金鳳的死的兇手。這件事令到凱達的罪惡日漸加深。最後，凱達在金龍處處威逼下精神崩潰，令到他失去做醫生的機會，和他的女朋友思敏。后入住精神病院，在一次金龙带其到游乐场后发生车祸，但所幸获救。在片尾的时候提到黄凯达因医院缺人手回到医院工作。

- 黃凱杰（鄭斌輝飾，年幼版由馬緯翰飾）：笑姑的幼子。他幼時讀書不好，而且經常流浪街頭，炒賣電影票和在黑社會的賭檔賭錢。他因為不願意阿金－一個背景有問題的人－做他的父親，所以他聯同幸福飯店旁邊水餃檔的東主英姑報警，間接地導致阿金自殺。自此以後，凱杰到大學唸法律，然後投身進入警界。他喜歡她的繼妹金鳳，但是，當他發現金鳳懷有他的骨肉後就把她從船內推進海裡，导致金凤变成植物人。后来设计捉拿金龙，被金龙带其至金凤出事地点，乘金龙不备打伤金龙右眼并抛入海中。事后投身法律界做律师，与林菲结婚。曾引诱金龙妻肉骨妹将其秘密杀害，在警方要带其去调查时潜逃出国，后被酒店服务生杀害。

- 黃凱琪（白薇秀飾，年幼版由撈毓婷飾）：和金龍的兄妹關係非常好。她正義感重，長大以後在大學唸傳播系。在金龍消失的五年後她發現金龍加入了黑社會。

### 金家

#### 第一代人物
- 阿金（李南星飾）：一名正在逃亡的匪徒。他和兩個匪徒打劫了一間珠寶店後被警察追捕。在逃亡其間，他認識了笑姑，並想與笑姑結為夫婦。但是，在拜堂結婚當日，阿金被警察圍捕。阿金把他兩個孩子（金龍和金鳳）交托給笑姑照顧，然後在逃亡當中開槍自殺。

#### 第二代人物
- 金龍（李南星飾，年幼版由張家奇飾）：他的樣子很像他的爸爸。他在笑姑的飯店做外賣送貨員。胸無大志，但又得到富家女林菲的歡心。當他知道黃凱杰間接令到他的爸爸和妹妹的死後，他與笑姑一家人離異，加入黑社會，最後成為一名大耳聾，目的是與凱杰硬碰，為他爸爸、妹妹和妻子報仇。最后在了结所以恩怨后在海边撒肉骨妹的骨灰并開槍自殺。

- 金鳳（馮瑾瑜飾，年幼版由黃馨儀飾）：無心向學，只想當明星，也是因為差點被人賣淫。雖然最後，她當上名星，但是，她與黃凱杰的愛情關係導致金鳳懷有凱杰的骨肉。當凱杰知道後，他就把金鳳從船內推進海裡。金鳳被救時已變成了植物人。她最後與她沒出生的兒子一同離世。

### 其他角色

#### 1982年出現
- 阿英（溫麗玲飾）：笑姑餐廳旁邊一間雲吞大牌檔的東主。她經常對她丈夫阿林打打罵罵，還常常和其他三姑六婆搬弄是非。當她丈夫因強姦罪和神經失常被捕後，她常常對笑姑說很多不客氣的說話，因為她認為笑姑導致了阿林的神經失常。

- 阿林：阿英的丈夫。他為人懦弱，常常被他妻子打打罵罵。這可能是他變成“油鬼仔”（一名整身都被機油覆蓋的強姦犯）的原因。當金龍發現阿林的身份後，金龍為了錢打了阿林的主意，威脅他要給錢。阿林沒有錢給金龍，金龍就威脅公開阿林的身份。阿林聽罷後就拿住砍刀在牛車水街上追斬金龍，凱杰和凱琪（他們倆當時在阿林的房裡）。阿林最後被送去精神病院。多年後，阿林康復，並自己生活，開了一間舊貨收買生意。

- 老蔡（李文海飾）：一名住在牛車水的警察。為人好，但是警覺性低，沒有懷疑阿金就是打劫金店的賊。

- 成哥：笑姑和他亡夫阿順的好朋友。他在阿順病重時出手幫助笑姑一家。他是牛車水黑社會的成員，在第一集裡被一名叫阿蛇的黑幫成員殺掉。他臨死前把一條鎖匙給了金龍，叫他把鎖匙交給笑姑。

- 阿蛇：牛車水黑幫成員。因為他與成哥的妻子通姦，所以他把成哥殺掉，免除後患。當他發現成哥把一條鎖匙交了給笑姑，他把笑姑和凱杰綁架，意圖要笑姑拿出鎖匙。

- 成嫂：成哥的老婆。她與阿蛇有姦情。

#### 1995年出現
- 林菲（陳靚瑄（陳鳳玲）飾）：富家出身，她因為患上白血病（其後移植黄凯杰的骨髓康復），自小就被她的父親溺愛。她喜歡金龍，但是最後與黃凱杰結婚。後發現原來金鳳肚子裡的寶寶竟是凱傑。

- 林德生（黃文永飾）：一名著名律師，家財以千萬計。他是林菲的父親。他溺愛他的女兒，因為她患上了不治之症。但是，在她康復以後，林德生想為林菲的未來鋪路。此舉令到林菲不滿。

- 冯真（又稱「肉骨妹」，蔡佩璇飾）：来自马来西亚吉蘭丹州，為人非常無禮，但非常講義氣，和重感情。她為金龍殺了一名警察，被判處死刑。金龍在她上庭當日把她劫出。虽然当初十分反对金龙加入黑社会，但最后还是跟随金龙進入黑社会，并嫁给金龙。但很快被警方抓走，在金龙威迫黄凯杰时释放了她，但其后被黄凯杰带到隐蔽丛林里被杀。死前曾在身上留下小纸条指出杀人者为黄凯杰，致使黄凯杰在被警方问话时打伤警察潜逃国外。

## 戲劇大綱
故事的第一單元在1982年發生。劇內的女主角「笑姑」早年喪夫，寡婆獨力養大三個兒子。他們一家三口在牛車水區開了一間小販餐擋，名為「幸福飯店」。有一晚，笑姑在靈堂拜祭她一個死去的朋友時遭一名黑道人氏追殺，幸得一名男子營救。那名男子其後搬進笑姑的公寓裡，名叫阿金。在表面上，阿金是一個忠直的人。當笑姑被一名滿身是機油的強姦犯意圖強姦時，阿金就破門營救。但是，阿金其實是一名盜賊，打劫金店以後被警察追捕。當笑姑和阿金決定結婚時，警察發現了阿金。正當警察圍捕阿金的時候，阿金把他的兩名兒子：金龍和金鳳，委託笑姑照顧，其後自殺。
其後，笑姑就一邊養大五個兒子，一邊經營「幸福飯店」。到1995年，幸福飯店已經是一間比較有名的中菜食府。她的五個兒子也長大了。她的大兒子凱達在大學唸醫科。她的幼子凱傑在大學唸法律。她的女兒凱琪也在大學唸新聞系。雖然笑姑的親生子女前途無限，可是阿金兩個子女就不同了。他們兩個讀書都不好。金龍在飯店做外賣送貨員，金鳳就整天發名星夢。因為金龍一直認為笑姑一家人與阿金的死有關，所以，他沒有當笑姑一家為他的家人。也是因為這兩家人的冷戰，令到凱傑不能向金鳳表達凱傑隊她的愛意。在同一時間，一名富家女子，林非，對金龍一見鍾情，但是，凱傑也對她有意思（可能因為他的爸爸，林德生，是一名著名律師）。
日久生情，凱傑和金鳳也開始一天比一天接近。可是，當凱傑發現金鳳懷有他的兒子後，凱傑就把金鳳淹死。凱傑的行為直接地影響了兩個人－金龍和凱達－的未來。金鳳死後，金龍對凱傑的憤怒，加上他多年對笑姑一家的懷疑，導致金龍離開笑姑一家，加入黑社會。凱達知道了凱傑殺金鳳的真相，但是他幫凱傑掩蓋這事，導致凱達精神失常。凱達幫了凱傑保守秘密，導致他失去了一個美好的未來，也失去了他的女朋友。
多年後，凱傑加入了警隊，以倒破多單案件揚名於警界。相反，金龍在黑道打滾，成為「大耳聾」（高利貸）和「卜基」（經營外圍賭博）大皇。一明一暗，一場兄弟大戰又一次展開。
最後，凱傑因為他的貪污罪行東窗事發，要遠走高飛，金龍其後自殺。笑姑見到她的兒子到了這樣的田地，就把幸福飯店賣出，然後把售賣飯店得到的錢捐給慈善，重新開始。這時凱傑打了電話來可是沒出聲，過後酒店服務人員把食物送進凱傑的房間時趁凱傑拿錢包時亮出把刀往他身上刺。

## 金句
「笑也一天，哭也一天，為甚麼不笑着過一天？」－笑姑

## 批評
劇裡演員穿的時裝衣服並不是80和90年代的人穿的，令到有人批評新傳媒在這些地方不認真和馬虎。也有人認為金龍的角色不應該由李南星那麼老的演員來飾演。

## 文獻記載
1. ↑  . 新傳媒網上討論區. 2008年1月6日.[永久]
2. ↑  . 新傳媒網上討論區. 2007年12月19日.[永久]

## 外部連結
- 官方網站

| 新加坡 新傳媒8頻道 （星期一到星期五 21:00到22:00）節目                             | 新加坡 新傳媒8頻道 （星期一到星期五 21:00到22:00）節目 | 新加坡 新傳媒8頻道 （星期一到星期五 21:00到22:00）節目                                  |
| ---------------------------------------------------------------------------------- | ------------------------------------------------------ | --------------------------------------------------------------------------------------- |
|                                                                                    | 黄金路 （2007年12月11日-2008年1月21日）                |                                                                                         |
| 天堂鳥 （2007年11月13日-2007年12月10日）                                           | 缘之烩 （2008年1月22日-2008年2月22日）                 |                                                                                         |
| （星期一 00:00到02:00）節目                                                        |                                                        |                                                                                         |
| 法內情2002 （2023年7月17日-2023年10月23日）雙子星 （2023年10月30日-2024年2月18日） | 黄金路 （2024年2月25日-2024年6月2日）                  | 破茧而出 （2024年6月10日-2024年8月12日）当我们同在一起 （2024年8月19日-2024年12月16日） |

| 中国 中国三台 星期一至五 19:00 - 20:00                                                   | 中国 中国三台 星期一至五 19:00 - 20:00                                 | 中国 中国三台 星期一至五 19:00 - 20:00 |
| ---------------------------------------------------------------------------------------- | ---------------------------------------------------------------------- | -------------------------------------- |
|                                                                                          | 黄金路 （2024.05.18 - 2024.06.28)                                      |                                        |
| EU超時任務 （2024.04.18 - 2024.05.17)                                                    | 小子當家 （2024.07.01 - 2024.07.26)公主嫁到 （2024.07.29 - 2024.09.10) |                                        |
| 星期一至五 19:00 - 20:00 (重番)                                                          |                                                                        |                                        |
| 宮心計(重番) （2025.05.16 - 2025.07.01) 非爱不可 2024 (重番) （2025.07.02 - 2025.07.29） | 黄金路 (重番) （2025.07.30 - 2025.09.09)                               | —                                      |